# Gymnura micrura
Espèce
Statut de conservation UICN

NT : Quasi menacé
Gymnura micrura est une espèce de raies, qui fait partie du groupe des raies papillon, à cause de sa forme bien caractéristique.

## Description générale et identification
Cette raie particulière est en forme de losange, et a une queue très courte dépourvue d’épine dorsale. Son dos est gris, brun et ou vert clair avec diverses taches foncées rondes. Elle est plutôt blanche sur sa face ventrale. Son museau est proéminent en petite pointe. C’est un poisson cartilagineux qui peut atteindre 130 cm de long. Elle se nourrit de crevettes, de poissons, de palourdes et de crustacés benthiques.  

## Distribution
Cette raie est présente sur les deux façades atlantiques et notamment dans le golfe de Guinée. Elle aime les fonds meubles, peu profonds, du plateau continental. Plus rarement, on la rencontre en eaux saumâtres. 